# Ivan Pedrelli
Ivan Pedrelli (Bologna, 8 aprile 1986) è un ex calciatore italiano, di ruolo difensore, tecnico del Sasso Marconi.

## Caratteristiche tecniche
Era un terzino destro.

## Carriera

### Giocatore

#### Club
Dopo aver giocato nel settore giovanile del Bologna, nella stagione 2005-2006 esordisce nella prima squadra felsinea: in particolare, gioca 2 partite in Coppa Italia ed 11 partite nel campionato di Serie B. Nell'estate del 2006 viene ceduto al Verona, con cui nella stagione 2006-2007 gioca altre 20 partite nel campionato cadetto, segnando anche una rete (la sua prima da professionista) alla seconda giornata di campionato, realizzando il gol del momentaneo 1-0 nella partita casalinga contro il Lecce del 16 settembre 2006, poi pareggiata 1-1. A fine anno, in seguito alla retrocessione in Serie C1 del club veneto, viene ceduto in prestito al Venezia, formazione della medesima categoria, con cui nella stagione 2007-2008 gioca 3 partite nel campionato di terza serie. A fine stagione torna al Verona, che lo cede a titolo definitivo al Foggia; con i rossoneri Pedrelli nella stagione 2008-2009 disputa 16 partite in Lega Pro Prima Divisione e 2 partite nei play-off, nei quali segna anche una rete, nella semifinale di ritorno pareggiata per 2-2 sul campo del Benevento, che elimina la squadra pugliese.
Nell'estate del 2009 Pedrelli si trasferisce a titolo definitivo proprio al Benevento, con cui nella stagione 2009-2010 gioca stabilmente da titolare nel campionato di Lega Pro Prima Divisione, nel quale segna un gol in 30 partite, a cui aggiunge anche 2 presenze in Coppa Italia e 2 presenze nei play-off, nei quali il club sannita viene eliminato in semifinale dal Varese, poi promosso in Serie B. Il terzino rimane in rosa con i giallorossi anche nella stagione 2010-2011, nella quale disputa 2 partite in Coppa Italia, 15 partite in campionato (in cui il Benevento arriva secondo in classifica) ed entrambe le partite della semifinale play-off persa contro la Juve Stabia, poi promossa in Serie B. Nella stagione 2011-2012 gioca altre 2 partite in Coppa Italia e 21 partite in campionato, mentre nella stagione 2012-2013, la sua quarta consecutiva in rosa col club sannita, gioca una partita in Coppa Italia e 12 partite in campionato (competizione nella quale realizza anche un gol), arrivando ad un bilancio complessivo di 89 presenze ed una rete con la maglia giallorossa.
Nell'estate del 2013 scende di categoria e si accasa all'Ischia, club neopromosso in Lega Pro Seconda Divisione, col quale nella prima metà della stagione 2013-2014 disputa 13 incontri in questa categoria e 2 partite in Coppa Italia Lega Pro, per poi essere ceduto in prestito nel gennaio del 2014 al L'Aquila, con cui conclude l'annata giocando 8 partite nel campionato di Lega Pro Prima Divisione ed una partita nei play-off. Nell'estate del 2014 viene acquistato a titolo definitivo dalla formazione del capoluogo abruzzese, con la quale disputa l'intera stagione 2014-2015, nella quale oltre a 3 partite di Coppa Italia gioca 34 partite nel campionato di Lega Pro, in cui segna una rete. A fine anno passa al Rimini, con cui nella stagione 2015-2016 gioca 2 partite in Coppa Italia Lega Pro, 31 partite (in cui segna 2 reti) in Lega Pro ed entrambe le partite dei play-out, nei quali i romagnoli sconfiggono l'Aquila conquistando la salvezza. A fine anno Pedrelli, complice anche il fallimento dei biancorossi, rimane svincolato e si accasa al Cittadella, club neopromosso in Serie B, categoria nella quale il difensore bolognese torna quindi a giocare dopo 10 stagioni trascorse in terza serie: nella stagione 2016-2017 con la squadra veneta gioca una partita in Coppa Italia, 18 partite nel campionato di Serie B e la partita del primo turno di play-off persa contro il Carpi. A fine anno si trasferisce al Livorno, in Serie C. L'anno successivo si trasferisce al Siena. Termina la carriera in Serie D prima alla Luparense ed infine con il ritorno al Sasso Marconi.

#### Nazionale
Nel 2006 ha giocato una partita con l'Under-20.

### Allenatore
Dal 2022 al 2024 allena nelle giovanili del Sasso Marconi. Nel luglio del 2024 diventa allenatore della prima squadra del club emiliano, appena promosso in Serie D.

## Statistiche

### Presenze e reti nei club
| Stagione             | Squadra              | Campionato           | Campionato | Campionato | Coppe nazionali | Coppe nazionali | Coppe nazionali | Coppe continentali | Coppe continentali | Coppe continentali | Altre coppe | Altre coppe | Altre coppe | Totale | Totale |
| Stagione             | Squadra              | Comp                 | Pres       | Reti       | Comp            | Pres            | Reti            | Comp               | Pres               | Reti               | Comp        | Pres        | Reti        | Pres   | Reti   |
| -------------------- | -------------------- | -------------------- | ---------- | ---------- | --------------- | --------------- | --------------- | ------------------ | ------------------ | ------------------ | ----------- | ----------- | ----------- | ------ | ------ |
| 2005-2006            | Bologna              | B                    | 11         | 0          | CI              | 2               | 0               | -                  | -                  | -                  | -           | -           | -           | 13     | 0      |
| 2006-2007            | Verona               | B                    | 20         | 1          | CI              | 0               | 0               | -                  | -                  | -                  | -           | -           | -           | 20     | 1      |
| 2007-2008            | Venezia              | C1                   | 3          | 0          | CI-C            | 0               | 0               | -                  | -                  | -                  | -           | -           | -           | 3      | 0      |
| 2008-2009            | Foggia               | 1D                   | 16+2       | 0+1        | CI+CI-LP        | 0               | 0               | -                  | -                  | -                  | -           | -           | -           | 18     | 1      |
| 2009-2010            | Benevento            | 1D                   | 30+2       | 0          | CI+CI-LP        | 2+1             | 0               | -                  | -                  | -                  | -           | -           | -           | 35     | 0      |
| 2010-2011            | Benevento            | 1D                   | 15+2       | 0          | CI+CI-LP        | 2+1             | 0               | -                  | -                  | -                  | -           | -           | -           | 20     | 0      |
| 2011-2012            | Benevento            | 1D                   | 21         | 0          | CI+CI-LP        | 2+0             | 0               | -                  | -                  | -                  | -           | -           | -           | 23     | 0      |
| 2012-2013            | Benevento            | 1D                   | 12         | 1          | CI+CI-LP        | 1+3             | 0               | -                  | -                  | -                  | -           | -           | -           | 16     | 1      |
| Totale Benevento     | Totale Benevento     | Totale Benevento     | 78+4       | 1          |                 | 12              | 0               |                    | -                  | -                  |             | -           | -           | 94     | 1      |
| 2013-gen. 2014       | Ischia               | 2D                   | 13         | 0          | CI-LP           | 2               | 0               | -                  | -                  | -                  | -           | -           | -           | 15     | 0      |
| gen.-giu. 2014       | L'Aquila             | 1D                   | 8+1        | 0          | CI+CI-LP        | -               | -               | -                  | -                  | -                  | -           | -           | -           | 9      | 0      |
| 2014-2015            | L'Aquila             | LP                   | 34         | 1          | CI+CI-LP        | 3+0             | 0               | -                  | -                  | -                  | -           | -           | -           | 37     | 1      |
| Totale L'Aquila      | Totale L'Aquila      | Totale L'Aquila      | 42+1       | 1          |                 | 3               | 0               |                    | -                  | -                  |             | -           | -           | 46     | 1      |
| 2015-2016            | Rimini               | LP                   | 31+2       | 2          | CI-LP           | 2               | 0               | -                  | -                  | -                  | -           | -           | -           | 35     | 2      |
| 2016-2017            | Cittadella           | B                    | 18+1       | 0          | CI              | 1               | 0               | -                  | -                  | -                  | -           | -           | -           | 20     | 0      |
| 2017-2018            | Livorno              | C                    | 25         | 2          | CI+CI-C         | 2+0             | 0               | -                  | -                  | -                  | SC          | 0           | 0           | 27     | 2      |
| 2018-2019            | Siena                | C                    | 11         | 0          | CI-C            | 1               | 0               | -                  | -                  | -                  | -           | -           | -           | 12     | 0      |
| 2019-2020            | Luparense            | D                    | 11         | 1          | CI-D            | 0               | 0               | -                  | -                  | -                  | -           | -           | -           | 11     | 1      |
| 2020-2021            | Sasso Marconi        | D                    | 28         | 0          | -               | -               | -               | -                  | -                  | -                  | -           | -           | -           | 28     | 0      |
| 2021-2022            | Sasso Marconi        | D                    | 23+1       | 0          | CI-D            | 1               | 0               | -                  | -                  | -                  | -           | -           | -           | 25     | 0      |
| Totale Sasso Marconi | Totale Sasso Marconi | Totale Sasso Marconi | 51+1       | 0          |                 | 1               | 0               |                    | -                  | -                  |             | -           | -           | 53     | 0      |
| Totale carriera      | Totale carriera      | Totale carriera      | 341        | 9          |                 | 26              | 0               |                    | -                  | -                  |             | 0           | 0           | 367    | 9      |

### Statistiche da allenatore
Statistiche aggiornate al 25 settembre 2024.
| Stagione        | Squadra         | Campionato      | Campionato | Campionato | Campionato | Campionato | Coppe nazionali | Coppe nazionali | Coppe nazionali | Coppe nazionali | Coppe nazionali | Coppe continentali | Coppe continentali | Coppe continentali | Coppe continentali | Coppe continentali | Altre coppe | Altre coppe | Altre coppe | Altre coppe | Altre coppe | Totale | Totale | Totale | Totale | % Vittorie | Piazzamento |
| Stagione        | Squadra         | Comp            | G          | V          | N          | P          | Comp            | G               | V               | N               | P               | Comp               | G                  | V                  | N                  | P                  | Comp        | G           | V           | N           | P           | G      | V      | N      | P      | %          | Piazzamento |
| --------------- | --------------- | --------------- | ---------- | ---------- | ---------- | ---------- | --------------- | --------------- | --------------- | --------------- | --------------- | ------------------ | ------------------ | ------------------ | ------------------ | ------------------ | ----------- | ----------- | ----------- | ----------- | ----------- | ------ | ------ | ------ | ------ | ---------- | ----------- |
| 2024-2025       | Sasso Marconi   | D               | 5          | 3          | 1          | 1          | CI-D            | 2               | 0               | 1               | 1               | -                  | -                  | -                  | -                  | -                  | -           | -           | -           | -           | -           | 7      | 3      | 2      | 2      | 42,86      | in corso    |
| Totale carriera | Totale carriera | Totale carriera | 5          | 3          | 1          | 1          |                 | 2               | 0               | 1               | 1               |                    | -                  | -                  | -                  | -                  |             | -           | -           | -           | -           | 7      | 3      | 2      | 2      | 42,86      |             |

## Palmarès

### Club

#### Competizioni nazionali
- Serie C: 1

Livorno: 2017-2018 (girone A)

#### Competizioni regionali
- Eccellenza: 1

Sasso Marconi: 2023-2024